# Spielburg (Stuttgart)
Die Spielburg ist eine abgegangene mittelalterliche Befestigungsanlage in Stuttgart-Bad Cannstatt. Über die Geschichte der Burg ist so gut wie nichts bekannt.

## Lage und Geschichte
Als Spielburg wurde ein Flurstück zwischen dem Bahnhof Stuttgart-Bad Cannstatt und dem Wilhelmsplatz genannt. Das Gelände wurde im 19. Jahrhundert überbaut und völlig verändert. Möglicherweise leitet sich der Namensbestandteil Spiel von dem lateinischen specula (Warte) ab. Wahrscheinlich handelte es sich um eine kleine Turmhügelburg (Motte). In Cannstatt lebten früher verschiedene Adelsfamilien, die bis auf die Schilling von Cannstatt ausgestorben sind. Allerdings kann kein Geschlecht der Spielburg eindeutig zugeordnet werden.
Es sind keine mittelalterlichen Dokumente bekannt, die sich direkt auf die Burg beziehen. Die Turmhügelburgen waren im Hochmittelalter (etwa von 1050 bis 1250) eine bereits veraltete Bauform und konnten deshalb Angriffen mit Belagerungswaffen nicht mehr standhalten. Sie wurde spätestens 1287 durch König Rudolf I. zerstört. Der Habsburger soll in einem Rachefeldzug gegen Graf Eberhard den Erlauchten das ganze Umland Stuttgarts verwüstet haben und die Altenburg, die Burg Berg, die Wasserburg Berg, Burg Brie, Burg Niederhofen, Burg Stein und die Burg Uffkirchen eingeäschert haben.